# Ligue 2
Ligue 2 je druhá nejvyšší francouzská fotbalová soutěž. Byla založena roku 1933 (rok po nejvyšší Ligue 1) pod jménem Division 2, jméno Ligue 2 přejala v roce 2002. V současnosti se jí účastní 20 týmů. Hraje se systémem doma venku, každý tedy odehraje 38 utkání. První 3 postupují do Ligue 1, poslední 3 sestupují do ligy Championnat National. Nejvíckrát vyhrálo ligu Le Havre AC se šest triumfy.

## Vítězové Ligue 2 v jednotlivých ročnících
Zdroj:
| Ročník    | Mistr                    |
| --------- | ------------------------ |
| 1993/94   | OGC Nice                 |
| 1994/95   | Olympique de Marseille   |
| 1995/96   | SM Caen                  |
| 1996/97   | LB Châteauroux           |
| 1997/98   | AS Nancy                 |
| 1998/99   | AS Saint-Étienne         |
| 1999/2000 | Lille OSC                |
| 2000/01   | FC Sochaux-Montbéliard   |
| 2001/02   | AC Ajaccio               |
| 2002/03   | Toulouse FC              |
| 2003/04   | AS Saint-Étienne         |
| 2004/05   | AS Nancy                 |
| 2005/06   | Valenciennes FC          |
| 2006/07   | FC Metz                  |
| 2007/08   | Le Havre AC              |
| 2008/09   | RC Lens                  |
| 2009/10   | SM Caen                  |
| 2010/11   | Evian Thonon Gaillard FC |
| 2011/12   | SC Bastia                |
| 2012/13   | AS Monaco                |
| 2013/14   | FC Metz                  |
| 2014/15   | Troyes AC                |
| 2015/16   | AS Nancy                 |
| 2016/17   | RC Strasbourg Alsace     |
| 2017/18   | Stade Reims              |
| 2018/19   | FC Metz                  |
| 2019/20   | FC Lorient               |
| 2020/21   | Troyes AC                |
| 2021/22   | Toulouse FC              |
| 2022/23   | Le Havre AC              |
| 2023/24   | AJ Auxerre               |
| 2024/25   | FC Lorient               |